# Győrfi Sándor (biológus)
Győrfi Sándor (Segesvár, 1929. január 9. – Budapest, 2011. április 19. előtt) erdélyi magyar biológus, biológiai szakíró.

## Életútja
Középiskolát Székelyudvarhelyen végzett (1948), a Bolyai Tudományegyetemen szerzett biológia szakos tanári diplomát (1953). Pályáját az egyetem állattani tanszékén kezdte, 1953-tól tanársegéd, majd a kolozsvári Ady–Şincai Líceum tanára (1957–74). Magyarországra költözött, a budapesti Zalka Máté Kollégiumban tanított. 82 éves korában, 2011 áprilisában hunyt el, április 27-én, szerdán fél 11 órakor Budapesten, a pestlőrinci temetőben helyezték örök nyugalomra.
Első írását az Aquila című budapesti ornitológiai szakfolyóirat közölte 1956-ban. A Cercetări de Biologie, Natura, Dolgozó Nő, Jóbarát, Igazság közölte írásait. Gyakorlati madárvédelem című diafilmje Kolozsvárt készült (1957), Micul naturalist című biológiai házi laboratórium prototípusa az Oktatásügyi Minisztérium országos pedagógiai pályázatán I. díjat nyert (1969).

## Köteteiből
- Növénygyűjtés – Állatpreparálás (muzeológiai kézikönyv, 1962);
- A mi élősarkunk (Mezei Zoltánnal közösen írt gyakorlati kézikönyv serdülő gyermekek foglalkoztatására, A Kis Ezermester, 1966).